# Brandon (Colorado)
Brandon es un lugar designado por el censo ubicado en el condado de Kiowa en el estado estadounidense de Colorado. En el Censo de 2010 tenía una población de 21 habitantes y una densidad poblacional de 69,3 personas por km².

## Geografía
Brandon se encuentra ubicado en las coordenadas 38°26′47″N 102°26′28″O / 38.44639, -102.44111. Según la Oficina del Censo de los Estados Unidos, Brandon tiene una superficie total de 0.3 km², de la cual 0.3 km² corresponden a tierra firme y (0%) 0 km² es agua.

## Demografía
Según el censo de 2010, había 21 personas residiendo en Brandon. La densidad de población era de 69,3 hab./km². De los 21 habitantes, Brandon estaba compuesto por el 100% blancos, el 0% eran afroamericanos, el 0% eran amerindios, el 0% eran asiáticos, el 0% eran isleños del Pacífico, el 0% eran de otras razas y el 0% pertenecían a dos o más razas. Del total de la población el 0% eran hispanos o latinos de cualquier raza.